# Campeonato Mundial Femenino de Balonmano de 1990
El X Campeonato Mundial de Balonmano Femenino se celebró en Corea del Sur entre el 24 de noviembre y el 4 de diciembre de 1990, bajo la organización de la Federación Internacional de Balonmano (IHF) y la Federación Surcoreana de Balonmano.

## Equipos participantes
| Grupo A    | Grupo B       | Grupo C         | Grupo D  |
| ---------- | ------------- | --------------- | -------- |
| R.F.A.     | Austria       | R.D.A.          | Bulgaria |
| Francia    | China         | Angola          | Canadá   |
| Polonia    | Corea del Sur | Dinamarca       | Noruega  |
| Yugoslavia | Suecia        | Unión Soviética | Rumania  |

## Primera fase

### Grupo A
| Equipo     | J | G | E | P | G+ | G- | DG  | PTS |
| ---------- | - | - | - | - | -- | -- | --- | --- |
| Yugoslavia | 3 | 3 | 0 | 0 | 63 | 54 | +9  | 6   |
| R.F.A.     | 3 | 2 | 0 | 1 | 56 | 51 | +5  | 4   |
| Polonia    | 3 | 1 | 0 | 2 | 65 | 59 | +6  | 2   |
| Francia    | 3 | 0 | 0 | 3 | 49 | 69 | -20 | 0   |

### Grupo B
| Equipo        | J | G | E | P | G+ | G- | DG  | PTS |
| ------------- | - | - | - | - | -- | -- | --- | --- |
| China         | 3 | 3 | 0 | 0 | 67 | 58 | +9  | 6   |
| Austria       | 3 | 1 | 1 | 1 | 61 | 61 | 0   | 3   |
| Corea del Sur | 3 | 1 | 0 | 2 | 74 | 72 | +2  | 2   |
| Suecia        | 3 | 0 | 1 | 2 | 61 | 72 | -11 | 1   |

### Grupo C
| Equipo          | J | G | E | P | G+ | G- | DG  | PTS |
| --------------- | - | - | - | - | -- | -- | --- | --- |
| Unión Soviética | 3 | 3 | 0 | 0 | 70 | 52 | +18 | 6   |
| R.D.A.          | 3 | 2 | 0 | 1 | 71 | 56 | +15 | 4   |
| Dinamarca       | 3 | 1 | 0 | 2 | 58 | 51 | +7  | 2   |
| Angola          | 3 | 0 | 0 | 3 | 38 | 78 | -40 | 0   |

### Grupo D
| Equipo   | J | G | E | P | G+ | G- | DG  | PTS |
| -------- | - | - | - | - | -- | -- | --- | --- |
| Noruega  | 3 | 3 | 0 | 0 | 62 | 52 | +10 | 6   |
| Rumania  | 3 | 2 | 0 | 1 | 64 | 49 | +15 | 4   |
| Bulgaria | 3 | 1 | 0 | 2 | 68 | 60 | +8  | 2   |
| Canadá   | 3 | 0 | 0 | 3 | 61 | 94 | -33 | 0   |

## Segunda fase

### Grupo I
| Equipo        | J | G | E | P | G+  | G-  | DG  | PTS |
| ------------- | - | - | - | - | --- | --- | --- | --- |
| Yugoslavia    | 5 | 4 | 0 | 1 | 124 | 102 | +22 | 8   |
| R.F.A.        | 5 | 3 | 0 | 2 | 109 | 100 | +9  | 6   |
| Austria       | 5 | 3 | 0 | 2 | 101 | 111 | -10 | 6   |
| China         | 5 | 3 | 0 | 2 | 108 | 119 | -11 | 6   |
| Polonia       | 5 | 2 | 0 | 3 | 117 | 103 | +14 | 4   |
| Corea del Sur | 5 | 0 | 0 | 5 | 111 | 135 | -24 | 0   |

### Grupo II
| Equipo          | J | G | E | P | G+  | G-  | DG  | PTS |
| --------------- | - | - | - | - | --- | --- | --- | --- |
| Unión Soviética | 5 | 5 | 0 | 0 | 126 | 106 | +20 | 10  |
| R.D.A.          | 5 | 3 | 1 | 1 | 111 | 90  | +21 | 7   |
| Noruega         | 5 | 3 | 0 | 2 | 89  | 90  | -1  | 6   |
| Rumania         | 5 | 1 | 1 | 3 | 90  | 100 | -10 | 3   |
| Dinamarca       | 5 | 1 | 0 | 4 | 97  | 103 | -6  | 2   |
| Bulgaria        | 5 | 1 | 0 | 4 | 99  | 123 | -24 | 2   |

### Fase final

#### 3º / 4º puesto
| Fecha          | Partido | Partido | Partido | Resultado |
| -------------- | ------- | ------- | ------- | --------- |
| 04 / 12 / 1990 | R.F.A.  | -       | R.D.A.  | 19 - 25   |

#### Final
| Fecha          | Partido    | Partido | Partido         | Resultado |
| -------------- | ---------- | ------- | --------------- | --------- |
| 04 / 12 / 1990 | Yugoslavia | -       | Unión Soviética | 22 - 24   |

## Medallero
|                 |            |                               |
| Unión Soviética | Yugoslavia | República Democrática Alemana |

## Estadísticas

### Clasificación general
| 1. Unión Soviética               |
| 2. Yugoslavia                    |
| 3. República Democrática Alemana |
| 4. Alemania Occidental           |
| 5. Austria                       |
| 6. Noruega                       |
| 7. Rumania                       |
| 8. China                         |
| 9. Polonia                       |
| 10. Dinamarca                    |
| 11. Corea del Sur                |
| 12. Bulgaria                     |
| 13. Suecia                       |
| 14. Francia                      |
| 15. Canadá                       |
| 16. Angola                       |